# Veselá u Častrova
Veselá (deutsch Wessela) ist eine Gemeinde in Tschechien. Sie liegt elf Kilometer östlich von Kamenice nad Lipou und gehört zum Okres Pelhřimov.

## Geographie
Veselá befindet sich im Quellgebiet des Baches Veselský potok im Südwesten der Böhmisch-Mährischen Höhe.
Nördlich erhebt sich der Pouchar (617 m), im Nordosten der Chadimův vrch (642 m) und Obecní kopec (688 m), östlich der Dílce (688 m) und Bělský kopec (708 m), im Südwesten der Čihadlo (665 m), westlich der Vrch (708 m) und im Nordwesten der Bukový kopec (702 m) und Nádavek (700 m).
Nachbarorte sind Týnava, Mezná, Vratišov und Houserovka im Norden, Benátky, Janovice und Josefinská Huť im Nordosten, Bělá im Osten, Polesí im Südosten, Ctiboř im Süden, Perky und Častrov im Südwesten, Pelec, Barborka und Drážďany im Westen sowie Vlásenice-Drbohlavy im Nordwesten.

## Geschichte
Die Kolonisation der Urwälder im böhmisch-mährischen Grenzgebiet begann im 12. Jahrhundert, nachdem Vladislav II. dem Bistum Prag 1144 große Teile davon überließ. Die Fluren des heutigen Veselá befanden sich im Grenzbereich der bischöflichen Erwerbungen mit den beim Landesherrn verbliebenen Gebieten. Es nicht feststellbar, zu wessen Bereich sie damals gehörten.
Die Gründung des Dorfes Prassiwa wird in die Zeit nach 1203 datiert, da in der Rynarczer Kirchweihurkunde der Koloratur der neuen Kirche einige später zu Prassiwa gepfarrte Dörfer, wie Ostrovec zu finden sind. Im Ort vorgefundene Keramikreste lassen sich bis ins 13. Jahrhundert datieren. Weitere zu dieser Zeit entstandene Ansiedlung waren die nördlich gelegenen Dörfer Tínava und Skehrov sowie westlich Jetřiše und Kobylé. Diese erloschen wahrscheinlich während der Hussitenkriege. Die Kirche wurde in der ersten Hälfte des 14. Jahrhunderts errichtet. Im unteren Teil des Dorfplatzes befand sich eine Feste, die später erlosch.
Die erste schriftliche Erwähnung des Dorfes Prassiwa erfolgte im Jahre 1359 im Zuge der Einsetzung eines neuen Pfarrers durch den Grundherrn Purchard von Prassiwa. Ondřej von Hostišov und Prašivá kämpfte am Übergang vom 14. zum 15. Jahrhundert an der Seite des königlichen Heerführers Diviš von Hrádek gegen die Rosenberger. Er wird im Rosenberger Hinrichtungsbuch aufgeführt. Nach Beendigung der Hussitenkriege war die Gegend Schauplatz von Kämpfen der Grünberger Allianz mit den Truppen König Georg von Podiebrads. 1467 rückte ein Heer unter Führung Zdenko von Sternbergs von Neuhaus nach Černovice vor und brannte sechs Dörfer zwischen Kamenice und Včelnice nieder. Anschließend fielen die Truppen in weitere Dörfer der Umgebung, wahrscheinlich auch in Prassiwa ein. Die Bewohner versteckten ihre Habseligkeiten im Wald. 1938 fanden Anwohner im Wald Jalovčí unter einem Baumstumpf einen Tontopf mit 3647 Silbermünzen, dessen Inhalt nach Untersuchungen im Nationalmuseum Prag auf das Jahr 1465 datiert wurde. Der Fund wird heute im Museum von Počátky aufbewahrt.
Der letzte des Geschlechts, Pavel Prašivský von Hostišov, stand in Diensten der Herren von Neuhaus. 1490 vermachte er Prašivá und Ctiboř mit der Bedingung der Überlassung der Einkünfte an die Kirche und dem Bau eines Hauses für die Kirche in Jindřichův Hradec an Heinrich IV. von Neuhaus. 1517 wurden die Herren von Leskovec Besitzer von Prašivá. Im Jahre 1574 erfolgte der Anschluss der Güter Prašivá und Bělá an die Herrschaft Horní Cerekev. Zum Gut Prašivá gehörten im Jahre 1583 ein Vorwerkshof, Fischhälter, ein Baumgarten und zwei Mühlen. 1587 gab  Bohuslav Leskovec dem Ort den Namen Wesela. Zum Ende des 16. Jahrhunderts war das Gut mehrmals verpfändet. 1601 löste Bohuslav Leskovec das Pfand wieder aus und errichtete eine selbständige Gutsherrschaft. Nachfolgend wurde die Feste wiederhergestellt. 1614 erlosch die Pfarre in Wesela. Arnošt Leskovec, der ab 1615 das Gut besaß, gab sich das Prädikat von Veselá und Nové Veselí. 1617 bestanden in Wesela eine Brauerei, Mälzerei und Schäferei. Nach dem Tod von Albrecht Sebastians von Leskovec fielen die Herrschaften Horní Cerekev und Veselá Maximilian 1655 Valentin Graf Martinic zu. Weitere Besitzer waren ab 1662 Ferdinand Leopold Benno Martinic und ab 1691 Franz Ferdinand von Kuenburg. Dieser verkaufte den Besitz 1718 an Ernst August von Metternich (1694–1720). Zwei Jahre später erwarb Maximilian von Regal die Güter. 1787 wurde in Veselá wieder eine Lokalie eingerichtet. Nach häufigen Besitzerwechseln seit Beginn des 19. Jahrhunderts erwarb 1816 die Familie Cavriani Veselá. 1842 folgte das Haus Hohenzollern-Sigmaringen. Zu dieser Zeit lebten in den 53 Häusern des Dorfes 468 Menschen.
Nach der Aufhebung der Patrimonialherrschaften bildete Veselá/Wessela ab 1850 eine Gemeinde in der Bezirkshauptmannschaft Pelhřimov. 1853 entstand ein neues Schulhaus, zuvor fand der Unterricht im Pfarrhaus statt. Die Lokalie Veselá wurde 1857 zur Pfarre erhoben. Im Jahre 1900 hatte das Dorf 452 Einwohner. Ab 1905 gehörte die Gemeinde zur Bezirkshauptmannschaft Kamenice. In den Jahren 1908 bis 1910 entstand die Straße von Pelhřimov über Janovice nach Veselá. 1921 lebten in Veselá 391 Menschen, 1930 waren es nur noch 335. 1945 wurde der Wald- und Grundbesitz von Anton Karl von Hohenzollern verstaatlicht. Mehrere Einwohner des Dorfes siedelten sich in den Grenzgebieten an. 1950 hatte der Ort 246 Einwohner. Nach der Aufhebung des Okres Kamenice nad Lipou wurde Častrov mit Beginn des Jahres 1961 dem Okres Pelhřimov zugeordnet. Am 23. Juni 1974 schlug der Blitz in die Kirche ein, nach dem Brand erfolgte bis 1976 eine Instandsetzung.
Im Jahre 2009 wurde die Sanierung der Kirche und des Pfarrhauses abgeschlossen.

## Wappen
Die Gemeinde Veselá führte seit 2009 ein Wappen, das einen silbernen, nach rechts blickenden Geierkopf mit goldenem Oberschnabel auf rotem Schild zeigt. Er geht auf das Wappen des Geschlechts der Prašivecký
von Hostišov zurück.

## Ortsname
Bis ins 20. Jahrhundert hielt sich eine langhergebrachte Legende, nach der das Dorf ursprünglich Prášava genannt worden sein soll. In  alten Schriftstücken ist diese Namensform nirgends überliefert, stattdessen wird der Ort als Prassiwa bezeichnet. Es wird angenommen, dass sich die Bezeichnung – ähnlich wie beim Nachbarort Bělá – von dem im Dorf entspringenden Bach herleitet und auf sein eisenhaltiges und trübes Wasser (prašivá voda) hindeutet. Da Prašivá (prašivý = krätzig, räudig, schmutzig) als Pejorativ betrachtet wurde, erhielt der Ort 1587 den wohlklingenden Namen Wesela. Die Bezeichnung Prašivá hielt sich bis in die Neuzeit im Sprachgebrauch der Bewohner.

## Gemeindegliederung
Für die Gemeinde Veselá sind keine Ortsteile ausgewiesen. Zu Veselá gehört die Einschicht Týnava.

## Sehenswürdigkeiten
- Kirche des hl. Jakobus des Älteren, errichtet in der 1. Hälfte des 14. Jahrhunderts
- Pfarrhaus
- alte Linde